# Bruce Furniss
Bruce MacFarlane Furniss, född 27 maj 1957 i Fresno i Kalifornien, är en amerikansk före detta simmare.
Furniss blev olympisk guldmedaljör på 200 meter frisim vid sommarspelen 1976 i Montréal.